# Paradise Is There: The New Tigerlily Recordings
Paradise Is There: The New Tigerlily Recordings è il settimo album in studio da solista della cantautrice statunitense Natalie Merchant, pubblicato nel 2015.
Si tratta di un remake dell'album di debutto Tigerlily.

## Tracce
1. San Andreas Fault – 4:49
2. Beloved Wife – 5:26
3. Carnival – 4:57
4. River – 5:43
5. The Letter – 3:56
6. Where I Go – 4:02
7. I May Know the Word – 7:41
8. Seven Years – 5:04
9. Cowboy Romance – 6:07
10. Jealousy – 4:05
11. Wonder – 4:49